# Fort bij Kwadijk
Het Fort bij Kwadijk, oorspronkelijk Batterij in de Polder Zeevang, ter plaatse bekend als het onvoltooide fort, is een onderdeel van de Stelling van Amsterdam in de polder en gemeente Edam-Volendam in de provincie Noord-Holland. Het is gelegen aan de dijk tussen de dorpen Kwadijk en Middelie, ten noordoosten van Purmerend.
Met de aanleg van het fort werd in 1894 begonnen. Het fort had als taak de verdediging van de accessen die werden gevormd door de spoorlijn Zaandam - Enkhuizen en de weg Middelie-Axwijk. De genieloods en de fortwachterswoning werden gebouwd en verder een zandlichaam aangebracht en de gracht gegraven. In mei 1914 werd de bouw van de bomvrije gebouwen en de geschutsopstellingen aanbesteed. Het werk werd gegund aan A. Toorenvliet uit Amsterdam die de werkzaamheden voor 180.000 gulden wilde verrichten. Tijdens de watersnood in januari 1916 werd een deel van het zand gebruikt voor zandzakken. Deze werden gebruikt om zwakke plekken in de dijken te versterken. Tijdens de Eerste Wereldoorlog werd de bouw gestaakt en nadien nooit meer hervat. 
In 1953 werd het onvoltooide fort van Kwadijk als verdedigingswerk opgeheven. Omstreeks 1958 werd een herverkaveling in het gebied doorgevoerd. Een deel van het fort viel onder de plannen en besloten werd het aanwezige zand te gebruiken om de slotgracht te dichten. De toegangsweg, de fortwachterswoning en een loods zijn nog overgebleven. De loods is sinds 1969 in gebruik als dumphandel.

## Trivia
- Het Fort benoorden Purmerend wordt soms onterecht Fort Kwadijk genoemd vanwege de ligging aan de Kwadijkerweg.